# کاهاواتتا
کاهاواتتا (به لاتین: Kahawatta) یک منطقهٔ مسکونی در سری‌لانکا است که در استان ساباراگامووا واقع شده‌است. کاهاواتتا ۴٫۵۶۳ کیلومتر مربع مساحت و ۱٬۱۰۱ نفر جمعیت دارد و ۷۱۰ متر بالاتر از سطح دریا واقع شده‌است.